# Шандор Рожа
Шандор Рожа (мађ. Sándor Rózsa; Реске, 10. јул 1813 — Герла 22. новембар 1878) био је мађарски одметник (мађ. betyár - бећар) са Велике мађарске равнице. Он је најпознатији мађарски пљачкаш путника; његов живот је инспирисао бројне писце, посебно Жигмонда Морица и Ђулу Крудија. Уживао је у исту репутацију као енглески пљачкаш Дик Турпин, са елементима Робина Худа. Рожа је, попут Јошке Шобрија, један од најпознатијих мађарских бандита. 

## Биографија
Рожа је први пут послат у затвор у Сегедин када је имао 23 године (1836). Након што је побјегао из затвора, изабрао је живот пљачкаша путника, а низ крвавих и срамотних дјела учинило је његово име познатим. 
Октобра 1848. године у име Одбора за одбрану (мађ. Honvédelmi Bizottmány) придружио се Мађарској револуцији са својом четом од 150 људи. Својом необичном појавом и начином борбе имали су успјеха, али због своје недисциплине били су распуштени. 
Након пада револуције, био је приморан да побјегне, те се вратио свом ранијем начину живота. Није био заробљен све до 1857. године, када га је издао један од његових другова. Осуђен је на доживотну робију. Провео је 9 година у затворима у Куфштајну, Марија Терезиополису (данашњој Суботици) и Петроварадину, све док није пуштен у општој амнестији 1868. године. 
Исте године наставио је са старим потрагама, а пљачкао је поштанске вагоне и возове. Поново је заробљен 12. јануара 1869. године и поново је осуђен на доживотну робију. 
Преминуо је у затвору у Герли. 

## Занимљивости
О Шандору Рожи се расправља у књизи Straszliwi zbojnicy z Bieszczadow i okolicy (Грозни разбојници Бешчада и околних подручја) пољског аутора Роберта Банкоса. 
Његова омиљена скровишта била су острвца на Лудошком језеру. 

## У популарној култури
У чехословачкој ТВ серији Slavné historky zbojnické (1985) Шандора Рожу глуми чешки глумац Павел Зедничек.